# Shane Haboucha
Shane Edouard Haboucha, né le 27 novembre 1990, est un acteur américain.

## Enfance
Haboucha est allé à une école privée juive, Tarbut V'Torah Community Day School (TVT), jusqu'à l'âge de 14 ans, puis a eu l'école à la maison. Il a aussi un frère né en 1994 nommé Théo.

## Carrière d'acteur
Haboucha a été découvert dans ProScout puis commença à jouer dans des publicités au Texas. Il devient connu après avoir performé dans la vidéo de la chanson "Stacy's Mom" du groupe Fountains of Wayne, en 2003, dans laquelle il jouait un garçon de 12 ans qui est amoureux de la mère de Stacy, une de ses camarades de classe. En conséquence à la popularité du clip, Haboucha devient l'interprète de certains personnages dans des séries telles que Newport Beach, The Bernie Mac Show, Amy, Everwood, Urgences, Phénomène Raven, Monk, Les Experts, New York, unité spéciale ainsi que FBI : Portés disparus. Il prêta aussi sa voix aux personnages du jeune Superman dans La Ligue des justiciers dans l'épisode Kid Stuff et de Billy Batson le jeune alter ego du super héros Captain Marvel dans l'épisode Clash.
Haboucha a aussi joué le rôle de David Carver en mai 2006 dans la télésuite Désolation, créée d'après le roman de Stephen King et il a joué récemment le rôle de Dick Grayson dans le vidéofilm La Ligue des justiciers : Nouvelle Frontière.

## Filmographie
| Année     | Titre                                        | Rôle                        | Saison(s)                    |
| --------- | -------------------------------------------- | --------------------------- | ---------------------------- |
| 2003      | Newport Beach                                | Eric Ward                   | 1 (épisode 12)               |
| 2004      | The Bernie Mac Show                          | Hunter                      | 3 (épisode 19)               |
| 2004      | Amy                                          | Travis Cooper               | 5 (épisode 22)               |
| 2004      | Phénomène Raven                              | Emmett                      | 2 (épisode 18)               |
| 2004      | New York, unité spéciale                     | Jeremy "J. J." Ostilow, Jr. | saison 5, épisode 19         |
| 2004      | Oliver Beene (en)                            | Lackey #1                   | 2 (épisode 14)               |
| 2004-2005 | Everwood                                     | Charlie Hayes               | 3 (épisode 5, 9, 14 et 15)   |
| 2004-2005 | La Ligue des justiciers                      | Billy Batson/Superman jeune | 3 (épisode 3), 4 (épisode 7) |
| 2005      | Les Experts                                  | Andy Jones                  | 5 (épisode 19)               |
| 2005      | Monk                                         | Jimmy Wagner                | 4 (épisode 8)                |
| 2005      | FBI : Portés disparus                        | Ryan Wallace                | 4 (épisode 2)                |
| 2005      | Urgences                                     | Barry Kendrick              | 12 (épisode 6)               |
| 2006      | Désolation                                   | David Carver                | Téléfilm                     |
| 2008      | La Ligue des justiciers : Nouvelle Frontière | Robin                       | Voix                         |